# Ronde van Frankrijk 2010/Achttiende etappe
De achttiende etappe van de Ronde van Frankrijk 2010 was een vlakke etappe die werd verreden op vrijdag 23 juli 2010 over een afstand van 198 km van Salies-de-Béarn naar Bordeaux. Er waren enkel twee tussensprints.

## Verloop
Lange tijd reed een groepje van vier renners op kop waaruit Daniel Oss op 14 kilometer van de finish wegsprong. Hij werd op 3 kilometer van de meet ingerekend door het peloton waarvan Mark Cavendish met een fietslengte voorsprong de massasprint won. Het was zijn vierde overwinning in deze tour. Alessandro Petacchi heroverde de groene trui op Thor Hushovd.

### Tussensprints
| Tussensprint Castelnau-Chalosse na 29,5 km |                |        |
| Plaats                                     | Naam           | Punten |
| Winnaar                                    | Matti Breschel | 6      |
| 2                                          | Daniel Oss     | 4      |
| 3                                          | Jérôme Pineau  | 2      |

| Tussensprint Hostens na 150,5 km |                |        |
| Plaats                           | Naam           | Punten |
| Winnaar                          | Daniel Oss     | 6      |
| 2                                | Jérôme Pineau  | 4      |
| 3                                | Matti Breschel | 2      |

## Rituitslag
| Plaats  | Naam                 | Ploeg                   | Tijd     |
| ------- | -------------------- | ----------------------- | -------- |
| Winnaar | Mark Cavendish       | Team HTC-Columbia       | 4u37'09" |
| 2       | Julian Dean          | Team Garmin-Transitions | z.t.     |
| 3       | Alessandro Petacchi  | Lampre-Farnese Vini     | z.t.     |
| 4       | Robbie McEwen        | Katjoesja               | z.t.     |
| 5       | Óscar Freire         | Rabobank                | z.t.     |
| 6       | Edvald Boasson Hagen | Team Sky                | z.t.     |
| 7       | Jürgen Roelandts     | Omega Pharma-Lotto      | z.t.     |
| 8       | José Joaquín Rojas   | Caisse d'Epargne        | z.t.     |
| 9       | Grega Bole           | Lampre-Farnese Vini     | z.t.     |
| 10      | Rubén Pérez          | Euskaltel-Euskadi       | z.t.     |
|         |                      |                         |          |
| 17      | Martijn Maaskant     | Team Garmin-Transitions | z.t.     |

## Strijdlustigste renner
|  | Renner     | Ploeg          |
|  | ---------- | -------------- |
|  | Daniel Oss | Liquigas-Doimo |

## Algemeen klassement
| Plaats    | Naam                  | Ploeg                   | Tijd      |
| --------- | --------------------- | ----------------------- | --------- |
| Gele trui | Alberto Contador      | Astana                  | 88u09'48" |
| 2         | Andy Schleck          | Team Saxo Bank          | + 0'08"   |
| 3         | Samuel Sánchez        | Euskaltel-Euskadi       | + 3'32"   |
| 4         | Denis Mensjov         | Rabobank                | + 3'53"   |
| 5         | Jurgen Van den Broeck | Omega Pharma-Lotto      | + 5'27"   |
| 6         | Robert Gesink         | Rabobank                | + 6'41"   |
| 7         | Joaquím Rodríguez     | Katjoesja               | + 7'03"   |
| 8         | Ryder Hesjedal        | Team Garmin-Transitions | + 9'18"   |
| 9         | Roman Kreuziger       | Liquigas-Doimo          | + 10'12"  |
| 10        | Chris Horner          | Team RadioShack         | + 10'37"  |

## Nevenklassementen

### Puntenklassement
| Plaats      | Naam                | Ploeg               | Punten |
| ----------- | ------------------- | ------------------- | ------ |
| Groene trui | Alessandro Petacchi | Lampre-Farnese Vini | 213    |
| 2           | Thor Hushovd        | Cervélo             | 203    |
| 3           | Mark Cavendish      | Team HTC-Columbia   | 197    |
|             |                     |                     |        |
| 13          | Jürgen Roelandts    | Omega Pharma-Lotto  | 100    |
| 28          | Robert Gesink       | Rabobank            | 54     |

### Bergklassement
| Plaats        | Naam              | Ploeg                 | Punten |
| ------------- | ----------------- | --------------------- | ------ |
| Bolletjestrui | Anthony Charteau  | Bbox Bouygues Télécom | 143    |
| 2             | Christophe Moreau | Caisse d'Epargne      | 128    |
| 3             | Andy Schleck      | Team Saxo Bank        | 116    |
|               |                   |                       |        |
| 12            | Mario Aerts       | Omega Pharma-Lotto    | 65     |
| 13            | Robert Gesink     | Rabobank              | 62     |

### Jongerenklassement
| Plaats     | Naam             | Ploeg              | Tijd       |
| ---------- | ---------------- | ------------------ | ---------- |
| Witte trui | Andy Schleck     | Team Saxo Bank     | 88u09'56"  |
| 2          | Robert Gesink    | Rabobank           | + 6'33"    |
| 3          | Roman Kreuziger  | Liquigas-Doimo     | + 10'04"   |
|            |                  |                    |            |
| 12         | Francis De Greef | Omega Pharma-Lotto | + 2u09'42" |

### Ploegenklassement
| Plaats | Ploeg            | Tijd       |
| ------ | ---------------- | ---------- |
| 1      | Team RadioShack  | 264u36'07" |
| 2      | Caisse d'Epargne | + 8'30"    |
| 3      | Rabobank         | + 33'39"   |

## Opgaves
- Francesco Reda (Quick Step) (uitgevallen)